# Il fiore sotto gli occhi
Pour plus de détails, voir Fiche technique et Distribution.
Il fiore sotto gli occhi est une comédie italienne réalisée par Guido Brignone et sortie en 1944.

## Synopsis
Silvio Aroca est un professeur d'histoire incompris par ses élèves et ses collègues à l'école, et qui a également des problèmes dans son foyer avec sa femme Giovanna. Le couple décide alors de profiter des vacances pour prendre un nouveau départ. Ils se rendent dans le même hôtel mais séparément, comme s'ils ne se connaissaient pas. Alors qu'ils sont tous les deux l'objet de l'attention d'autres prétendants, son épouse lui reste fidèle et le couple parvient à se recomposer. Il parvient également à finalement faire éditer le livre d'histoire qu'il avait rédigé.

## Fiche technique
- Titre original italien : Il fiore sotto gli occhi[1]
- Réalisateur : Guido Brignone
- Scénario : Fausto Maria Martini, Gherardo Gherardi, Giorgio Pàstina
- Photographie : Mario Craveri
- Montage : Vinzenzo Zampi
- Musique : Gino Filippini (it)
- Décors : Ottavio Scotti (it)
- Société de production : Generalcine - ICAR
- Pays de production :  Royaume d'Italie
- Langue originale : italien
- Format : Noir et blanc - 1,37:1 - Son mono - 35 mm
- Durée : 88 minutes
- Genre : Comédie
- Dates de sortie :
  - Royaume d'Italie : 28 novembre 1944

## Distribution
- Mariella Lotti : Giovanna Aroca
- Claudio Gora : Silvio Aroca
- Luigi Cimara : Commendatore Sanna, éditeur
- Filippo Scelzo : Professeur Falcini
- Guglielmo Barnabò : chef d'établissement
- Anna Magnani : Maria Comasco, actrice
- Paolo Stoppa : Arrigo Santucci
- Fioretta Dolfi : Lilli Nicocci
- Giacinto Molteni : M. Nicocci
- Amelia Chellini : Mme Nicocci
- Lydia Johnson : Maria Pia
- Mercedes Brignone : Maria Carla
- Giuseppe Porelli : administrateur Renato Porelli
- Armando Migliari
- Pina Renzi
- Arturo Bragaglia
- Marcella Rovena Maria Luisa
- Nietta Zocchi : femme de ménage Aroca
- Nicola Maldacea
- Harry Feist : le danseur
- Oreste Bilancia : directeur d'hôtel
- Giuseppe Pierozzi